# Espéranto-Jeunes
Espéranto-Jeunes (en espéranto : Junulara Esperantista Franca Organizo, littéralement : Organisation de la jeunesse espérantophone française ou JEFO) est une association qui vise la propagation de la langue internationale espéranto.

## Comité de direction (estraro)
Le conseil d’administration (2019-2020) de l’association est composé de :
- Clément Baleyte : président
- Louis Noiset : secrétaire
- Julien Enselme : trésorier
- Thurian Lefort : vice-président
- Olympe Agbanglo : représentant auprès de TEJO

## Histoire
La première association française de jeunes espérantophones remonte à 1910.